# Journal of Mechanics in Medicine and Biology
Journal of Mechanics in Medicine and Biology is een internationaal, aan collegiale toetsing onderworpen wetenschappelijk tijdschrift op het gebied van de biofysica.
De naam wordt in literatuurverwijzingen meestal afgekort tot J. Mech. Med. Biol.
Het wordt uitgegeven door World Scientific namens het Pacific Center of Thermal-Fluids Engineering en verschijnt 4 keer per jaar.
Het eerste nummer verscheen in 2001.